# Duża Synagoga w Łęcznej

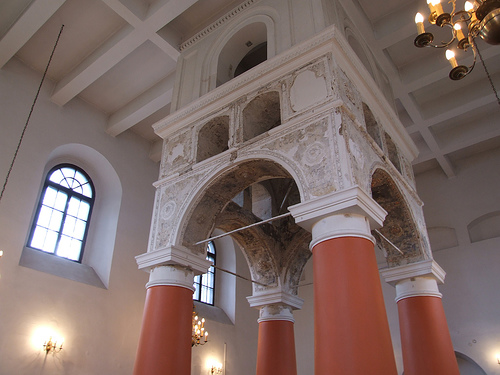
Wnętrze synagogi

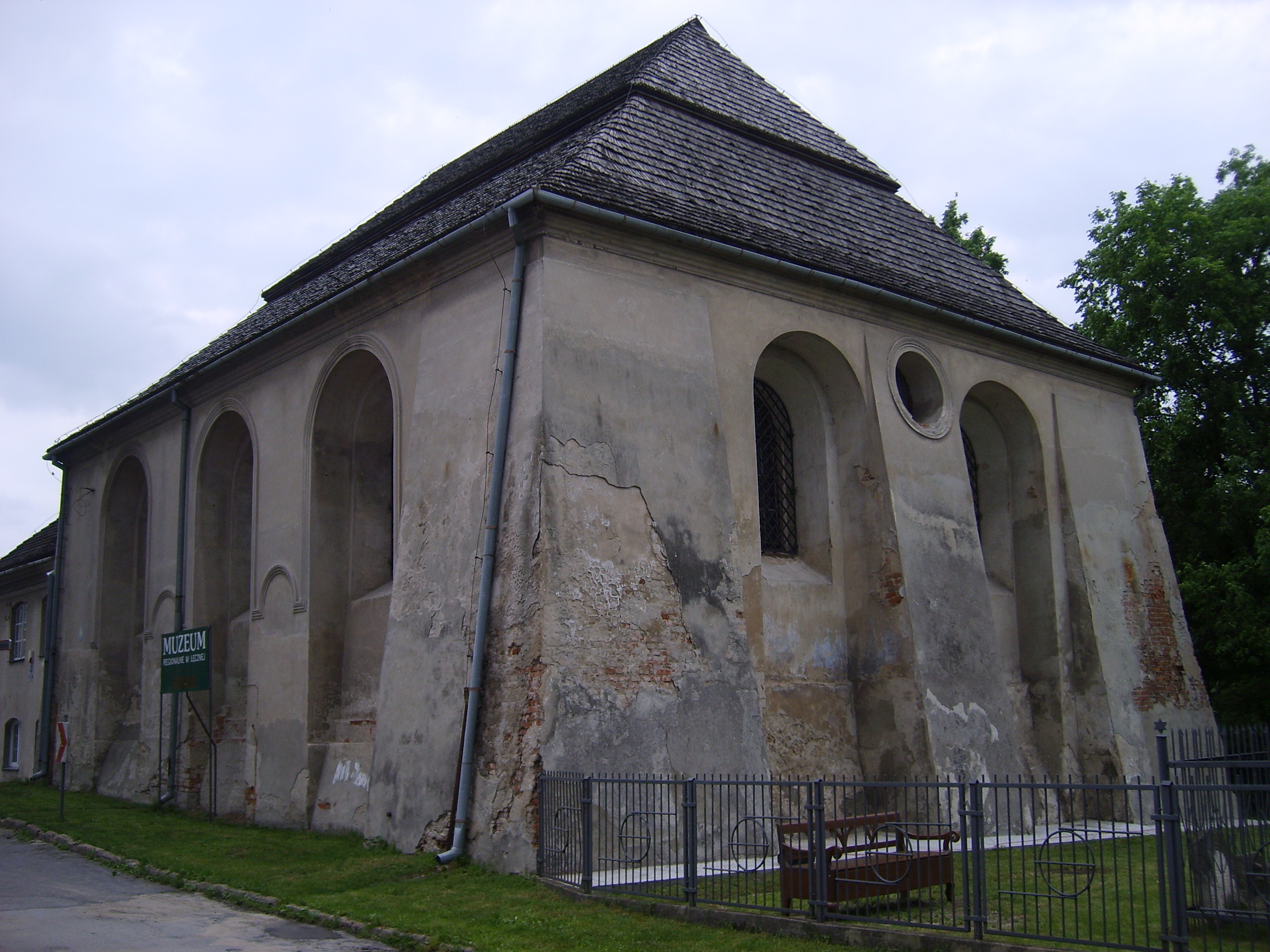
Narożnik południowo-wschodni

Duża Synagoga w Łęcznej – synagoga znajdująca się w Łęcznej, przy ulicy Bożniczej 19. Jest obecnie jedną z najlepiej zachowanych synagog w województwie lubelskim.

## Historia
Budowa synagogi w Łęcznej została rozpoczęta w 1648, za zgodą udzieloną przez ówczesnego biskupa krakowskiego Piotra Gembickiego i właścicielki miasta Katarzyny z Firlejów Noskowskiej. Budowlę ukończono w 1655. W 1846 synagogę strawił pożar, po którym została gruntownie wyremontowana i prawdopodobnie rozbudowana o babiniec i sień. W 1881 uległa zniszczeniu w kolejnym pożarze miasta. Po ponownej odbudowie używana była aż do 1939. Podczas II wojny światowej hitlerowcy zdewastowali synagogę i urządzili w niej magazyn.
Po zakończeniu wojny budynek synagogi przez wiele lat stał opuszczony i stopniowo popadał w ruinę. W międzyczasie okoliczna ludność wyniosła z synagogi wiele elementów wyposażenia, rozebrano podłogę oraz zniszczono drzwi i okna. W 1952 władze miejskie, za zgodą Kongregacji Wyznania Mojżeszowego w Lublinie, podjęły decyzję o rozbiórce synagogi. Wkrótce jednak wobec braku pieniędzy zmieniono decyzję. W 1953 rozpoczęto remont, który trwał do 1964.
W trakcie tych prac m.in. zastąpiono drewniany strop głównej sali modlitewnej kasetonowym stropem żelbetowym, odrestaurowano również bimę i Aron ha-kodesz. Rozebrano wówczas zniszczoną dobudówkę mieszczącą sień i babiniec, a w jej miejscu wzniesiono nowy dwukondygnacyjny budynek. Po zakończeniu remontu, w 1966 synagoga została przeznaczona na siedzibę Muzeum Lubelskiego Zagłębia Węglowego. Do 2014 mieściło się tutaj Muzeum Judaistyczne.
W latach 1991–1992 remontowi poddano dach, wymieniono jego pokrycie i dokonano rozbiórki części skarpy w narożniku północno-zachodnim. W 1993 poddano renowacji kolumny bimy. W 1994 odsłonięto i zakonserwowano polichromie na bimie i Aron ha-kodesz. W 1996 zrekonstruowano podium przy arce.
W latach 1966–2014 budynek synagogi stanowił siedzibę Muzeum Regionalnego, posiadającego bogate zbiory judaików: w głównej sali modlitewnej znajdowała się stała ekspozycja unikatowych judaików, sprzętu liturgicznego, lichtarzy, chanukij, naczyń na etrog i seder, przedmiotów codziennego użytku, butelek po żydowskim alkoholu, wizytówek, zaproszeń i innych. Wielkim unikatem był zachowany kobiecy strój żydowski z Ostrowca Świętokrzyskiego. 
Na ścianie synagogi znajduje się tablica pamiątkowa z czarnego marmuru poświęcona 1046 Żydom, którzy zginęli z rąk hitlerowców w latach 1940–1942 na skarpie obok synagogi. Obok synagogi znajduje się również małe lapidarium z macewami ze zdobieniami i inskrypcjami w języku hebrajskim.
Obecnie synagoga stanowi własność Fundacji Ochrony Dziedzictwa Żydowskiego.

## Architektura
Murowany z kamienia wapiennego i częściowo cegły budynek synagogi wzniesiono na planie prostokąta o wymiarach 9,4 na 15,8 metra, w stylu renesansowym. Liczne przebudowy częściowo nadały zewnętrznemu wystrojowi synagogi charakter barokowy. Mury budynku mają grubość do 2,4 metra i są wsparte w narożach i wzdłuż murów przyporami. Przypory te miały zwiększać wytrzymałość ścian, wzniesionych z miękkiego wapienia, oraz przeciwdziałać ich osuwaniu, gdyż bożnica położona jest na pochyłym terenie.
Elewacje południowa i północna są trójosiowe, natomiast wschodnia posiada dwie osie wyznaczane otworami okiennymi. W głębokich wnękach arkadowych znajdują się półkoliście sklepione okna. Budowla przykryta jest czterospadowym łamanym dachem krytym gontem. Dach w obecnym kształcie powstał w czasie remontu w latach 50. XX w. i wzorowany jest na podobnych bożnicach powstałych w XVIII w. Według pomiarów z lat powojennych synagoga posiadała wówczas niski naczółkowy dach dwuspadowy, prawdopodobnie połączony konstrukcyjnie z drewnianym stropem sali głównejw głę.
Wewnątrz, na środku głównej sali modlitewnej w połowie odległości między drzwiami wejściowymi a początkiem schodów do aron ha-kodesz zachowała się unikatowa w skali kraju, dwukondygnacyjna, bogato dekorowana późnorenesansowymi sztukateriami i polichromiami bima o wymiarach poziomych 4,0 x 4,0 m. Posiada ona cztery narożne, niskie kolumny, wzorowane na stylu toskańskim, które podpierają strop sali. Kolumny te ustawione są na wysokich, czworobocznych cokołach, które być może stanowiły dawniej naroża podwyższonego podium bimy. Powyżej kolumny połączone są arkadami, a wnętrze bimy zwieńczone jest kopułką. Synagoga nie posiadała sklepienia, umieszczony na wysokości 8,8 metrów strop wykonany był z drewna. W czasie powojennych remontów zastąpiono go żelbetowym stropem kasetonowym.
Na wschodniej ścianie w głębokiej wnęce zachował się rzeźbiony dwukondygnacyjny i dwukolumnowy Aron ha-kodesz, ze stiukową dekoracją z połowy XVII wieku, wykonaną w stylu późnorenesansowym. Na podwyższenie do niego prowadzą cztery stopnie. Zachowana inskrypcja hebrajska na aron ha-kodesz, w prostokątnej płycinie ponad gzymsem brzmi następująco: Da lifnej mi ata omed – lifnej Melech Melchej ha-Mlachim; ha-Kadosz baruch Hu (Wiedz przed kim stoisz – przed Królem Królów nad Królami; Święty, błogosławiony On). Tekst ten pochodzi z Talmudu. Obecnie jest zasłonięty bogato haftowanym parochetem.
Ściany sali głównej są obecnie pomalowane na biało, jednakże oryginalnie były pokryte polichromiami. W schowku znajduje się rytualna umywalnia do oczyszczania rąk. Na ścianie zachodniej znajduje się sześć małych, częściowo przymurowanych okien, zamkniętych łukiem odcinkowym, które pozwalały kobietom spoglądać na przebieg nabożeństwa z babińca.
Dawna dobudówka, w której mieściły się pierwotnie babiniec i sień, została w czasie remontu w latach 50. XX w. rozebrana i odbudowana w zmienionej formie. Dobudówka, jako budynek współczesny, nie posiada wartości zabytkowej.

## Galeria

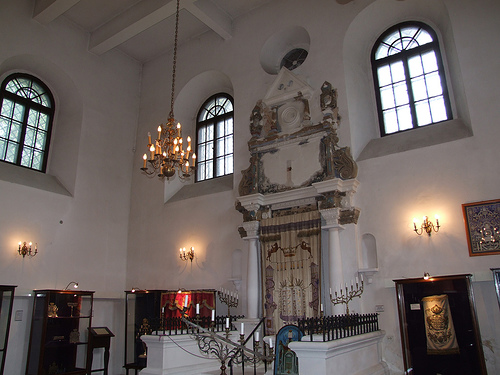
Aron Ha-kodesz
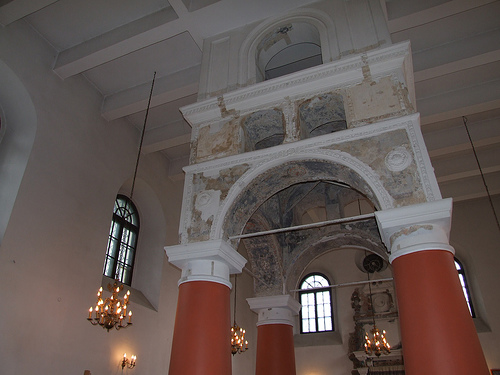
Bima
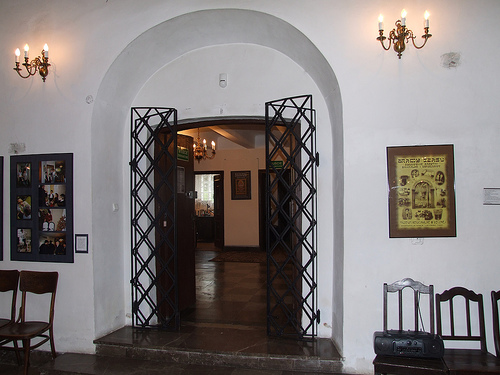
Drzwi do sali modlitw
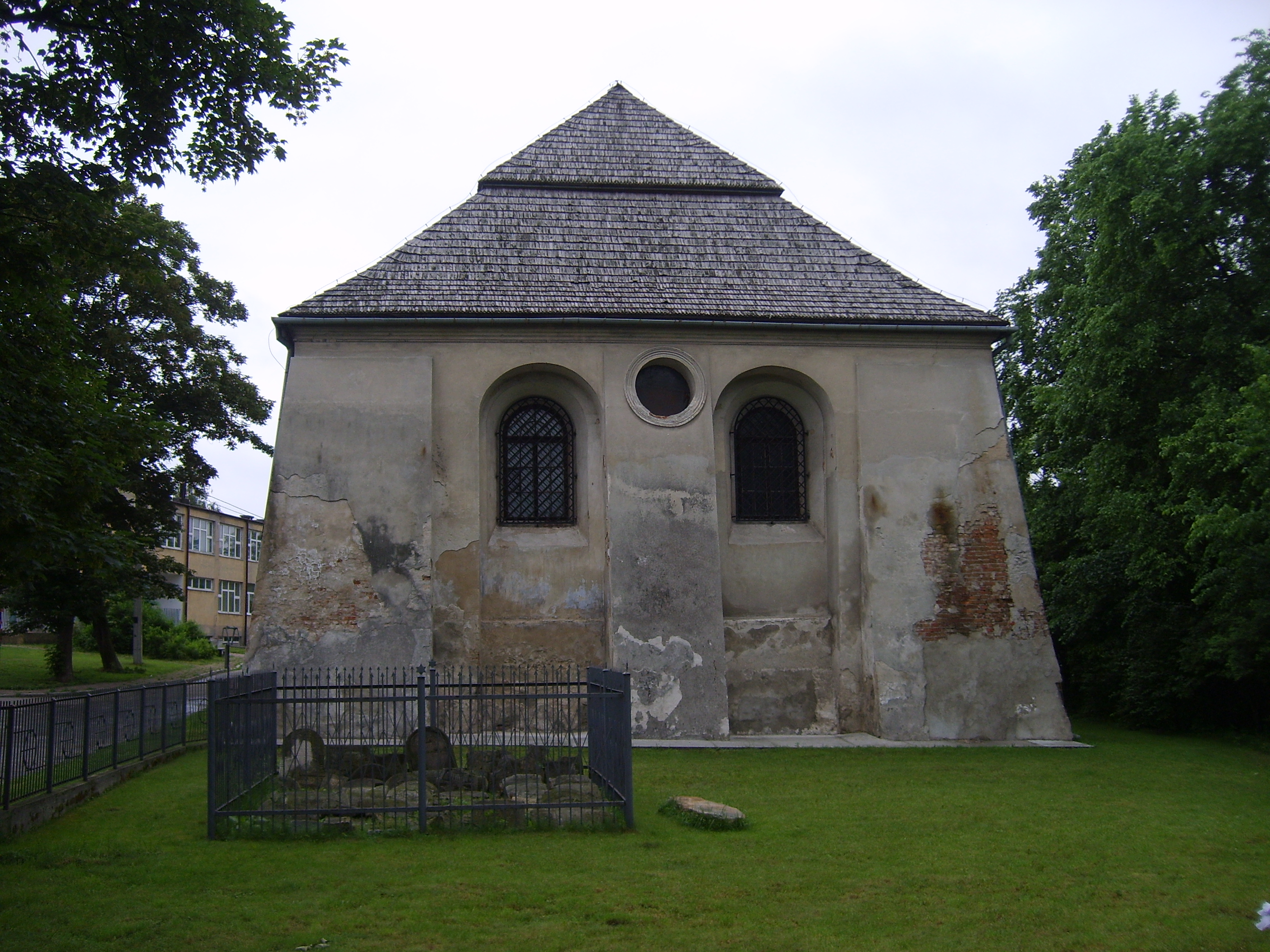
Elewacja wschodnia
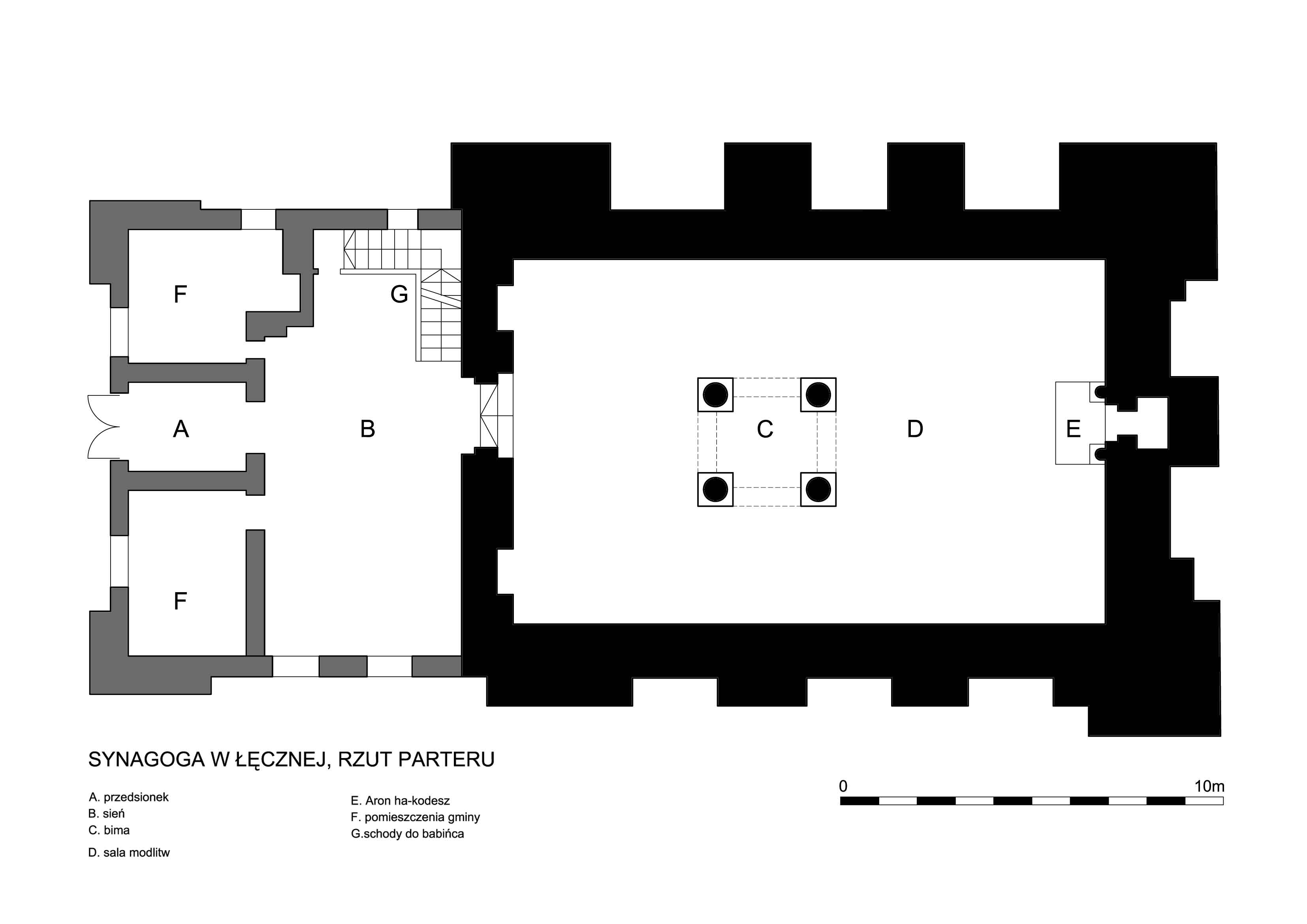
Rzut parteru
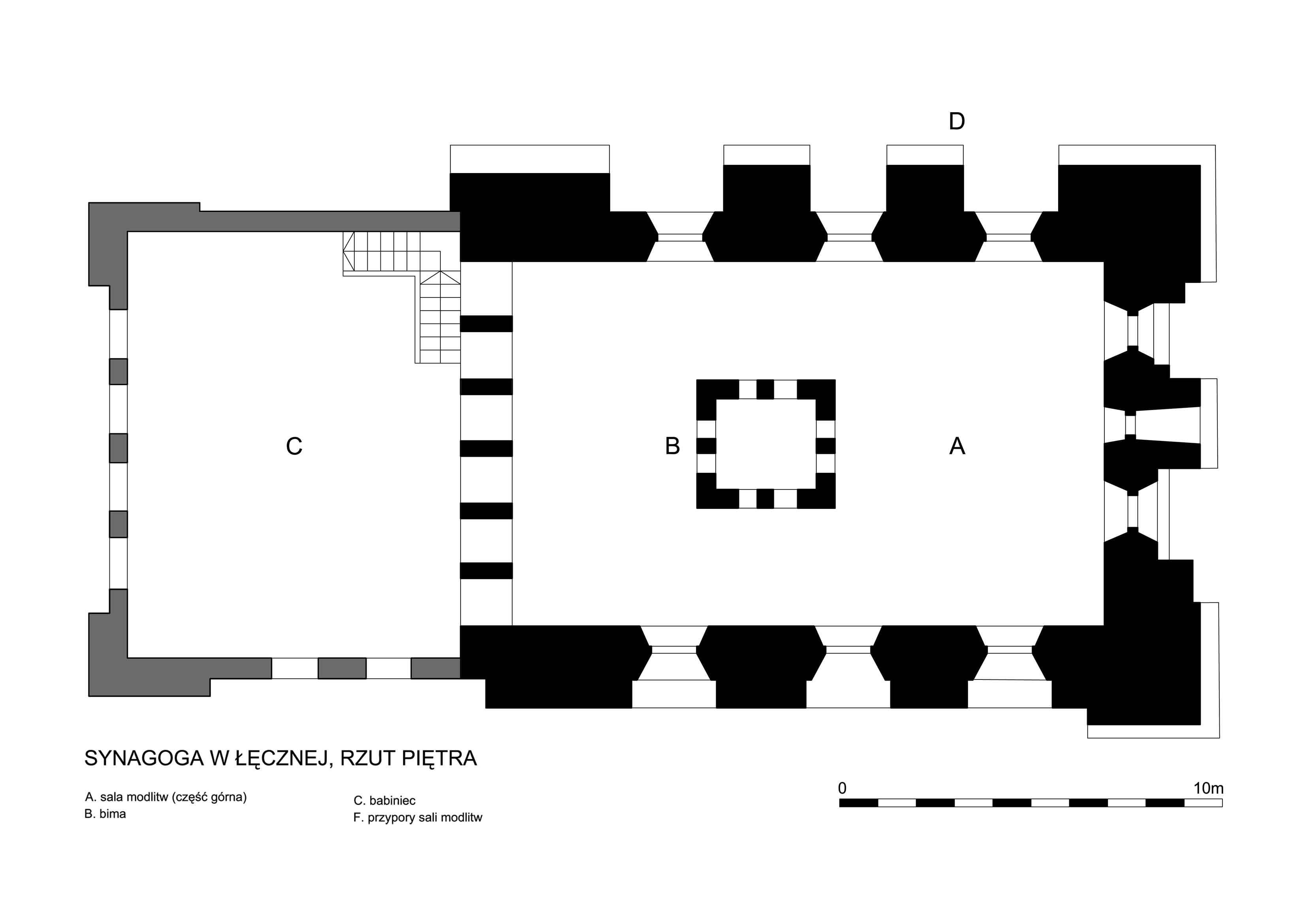
Rzut piętra